# Aftershave

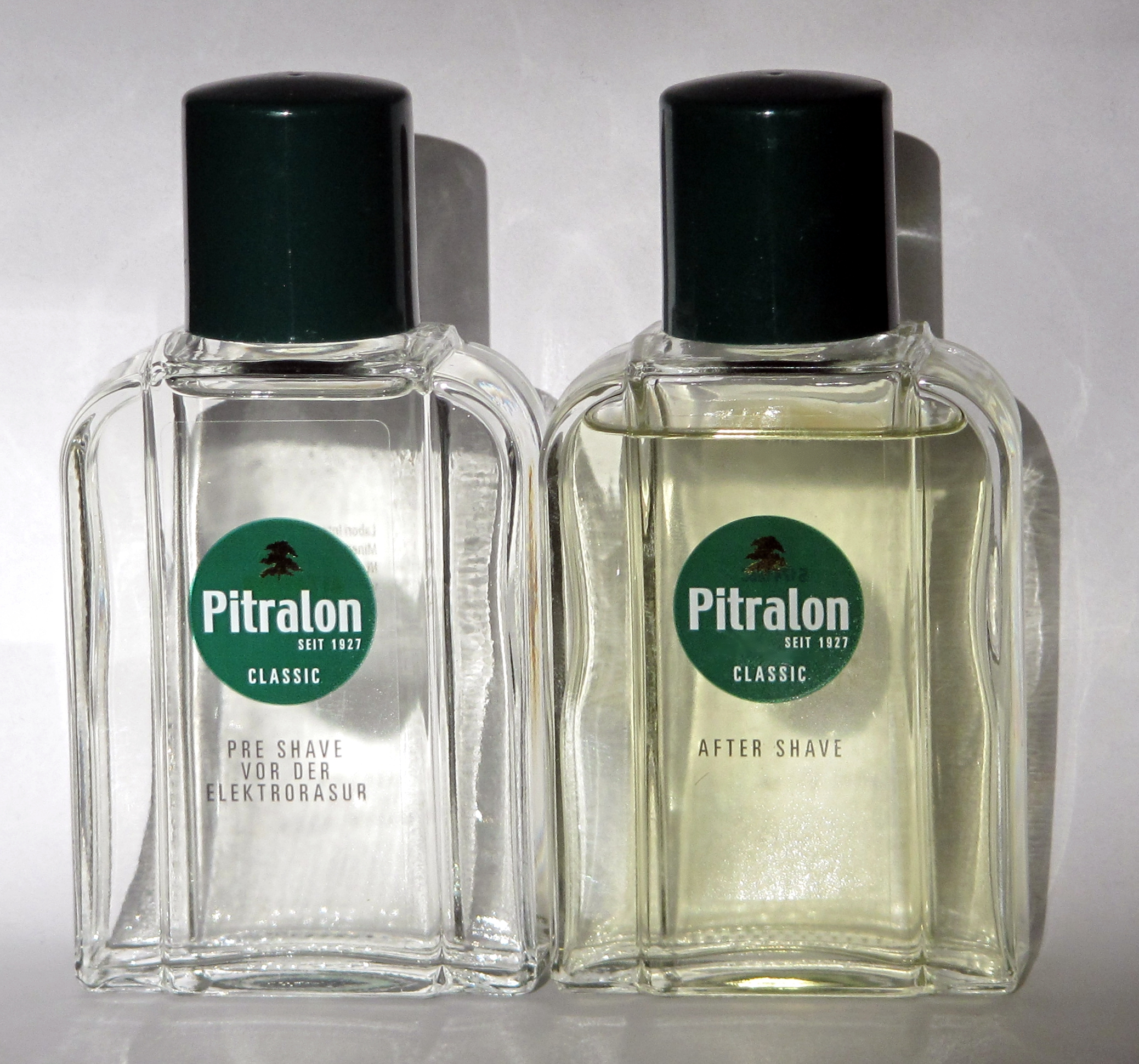
Preshave en Aftershave

Aftershave is een cosmetisch product dat gebruikt kan worden na het scheren. De term aftershave komt uit het Engels en betekent na scheren.

## Gebruik
Aftershaves zijn producten die na het scheren op de geschoren huid worden aangebracht. Door het scheren kan de huid branderig zijn gaan aanvoelen en kunnen kleine wondjes zijn ontstaan. De poriën van de huid zijn meer geopend dan normaal.
Aftershave bevat daarom vaak adstringerende stoffen en organische zuren, die de poriën van de huid wat samentrekken, ontsmettende stoffen die voorkomen dat de wondjes gaan infecteren en verkoelende stoffen die het branderige gevoel onderdrukken.
Een ander belangrijk aspect van aftershave is de geur. Vaak wordt aftershave gezien als een soort mannelijk parfum.
Tot ongeveer 1990 waren vooral de aftershavelotions in de mode. Na die tijd kwamen twee andere vormen op: de aftershavebalsem en de aftershavegel.
Aftershavepoeders en -crèmes zijn al vele decennia in onbruik geraakt.

## Samenstelling
Aftershave lotion kan bijvoorbeeld bestaan uit de volgende bestanddelen:
- Oplosmiddelen zoals water en alcohol (tot 80%)
- Adstringerende stoffen , zoals aluin, hamamelisextract en menthol
- Verkoelende stoffen, zoals menthol en pepermuntolie
- Ontsmettende stoffen, zoals thymol, kamfer en triclosan
- Zuren, zoals melkzuur.
- Verzorgende stoffen, zoals allantoïne, panthenol en glycerine
- Geurstoffen
- Kleurstoffen

Een aftershavegel bevat meestal geen, of anders maar een beetje, alcohol. Hier is water het hoofdbestanddeel. Wel bevat het een gelvormer in de vorm van een natuurlijk gom (bijvoorbeeld xanthaan) of een polymeer (bijvoorbeeld natriumcarbomeer).
Een aftershavebalsem is meestal een soort crème.